# Rue de Clichy
Ne doit pas être confondu avec Avenue de Clichy ou Boulevard de Clichy.
Pour la rue audonienne, voir Rue de Clichy (Saint-Ouen-sur-Seine).
La rue de Clichy est une voie à sens unique située dans le 9e arrondissement de Paris. Elle relie la place de Clichy à la rue Saint-Lazare.

## Situation et accès
La rue a pour particularité d'avoir une grande richesse architecturale : au nord, près de la place de Clichy, on trouve de nombreux bâtiments au style contemporain, tandis que dans sa partie sud se trouvent principalement des bâtiments de type haussmannien.
La rue comptait un lycée catholique sous contrat avec l'État fermé en 2012 : le lycée Saint-Louis (à ne pas confondre avec le lycée Saint-Louis, situé dans le 6e arrondissement de Paris et qui est un lycée public d'enseignement supérieur).
Longeant l'église de la Trinité, elle abrite entre autres le Casino de Paris et le théâtre de l'Œuvre.
Le quartier est desservi par plusieurs lignes de métro, du nord au sud :
- lignes 2 et 13 à la station Place de Clichy,
- ligne 13 à la station Liège,
- ligne 12 à la station Trinité - d’Estienne d’Orves.

## Origine du nom
Cette rue doit son nom à la ville de Clichy à laquelle elle mène.

## Historique
Cette rue suit presque exactement le tracé de l'ancienne voie romaine allant de Lutèce à Harfleur (Caracotinum) et appelée la « voie de la mer,,, ».
C'était originairement, avant qu'elle fût bâtie, le « chemin de Clichy » comme l'indique le plan de Jouvin de Rochefort de 1672. Portée sur le plan de Turgot de 1734 sous le nom de « rue du Coq », elle figure également sur le plan de Jaillot de 1775 sous la dénomination de « rue du Cocq » car elle aboutissait à un château appelé château ou hôtel du Coq (ou du Cocq), dit aussi des Porcherons, dont l'entrée se trouvait dans la rue Saint-Lazare.
Les soldats de la caserne des Gardes françaises, devenue caserne d'infanterie, partirent le 13 juillet 1789 pour se joindre au peuple après avoir culbuté les dragons du prince de Lambèze.
Les Conventionnels sortis de prison, et des Thermidoriens cherchant à élaborer une politique, prirent l'habitude de se retrouver au club de Clichy dans un local situé en bas de cette rue après la chute de Robespierre.
Le signal du mouvement insurrectionnel du 13 vendémiaire partit de la rue de Clichy, où se tenait le club royaliste.
Le 30 janvier 1918, durant la première Guerre mondiale, le no 20 rue de Clichy est touché lors d'un raid effectué par des avions allemands.

### Les «folies» de la rue de Clichy et les jardins de Tivoli
Plusieurs folies, lieu d'agrément et de libertinage de la bonne société, ont été construites autour de la rue de Clichy et sont restées en activité de 1730 à 1842.

#### La Folie-Boutin
En 1766, Simon-Gabriel Boutin, fils d'un fermier général, aménage un vaste jardin, dont l'entrée se situe alors entre les 66 et 110, rue Saint-Lazare, qu'il baptise « Tivoli » en référence aux célèbres jardins de la ville italienne. Il y fait édifier plusieurs folies et parsème le terrain de rochers et de fausses ruines.
Une seconde entrée est pratiquée au 27, rue de Clichy. Un club contre-révolutionnaire, dit « de Clichy », occupe ce pavillon de 1796 à 1797. Après la déportation de la plupart des « Clichiens », le banquier Hainguerlot puis la légation d'Espagne s'y installent.
Le jardin devient rapidement le lieu de villégiature et de divertissement préféré de la bonne société parisienne. Il ferme en 1810 pour se transporter en face, sur l'emplacement plus modeste de la Folie-Richelieu, et pour rouvrir encore plus somptueux en 1812, avec différentes attractions comme des montagnes russes, une grande roue, etc. Le maître-artificier Ruggieri y organise de grands spectacles pyrotechniques. Il ferme définitivement le 7 juin 1825 pour réapparaître au no 88 de la même rue.
Les rues de Londres et d'Athènes (ancienne rue de Tivoli) sont percées à son emplacement.

#### La Folie-Richelieu
Le maréchal de Richelieu la fait construire en 1730 pour ses divertissements personnels, entre les 18 et 38, rue de Clichy. Ses jardins s'étendent jusqu'à la rue Blanche. Il s'y tient des réunions assez libertines, tels ces repas nudistes, servis dans un pavillon isolé au milieu d'un parc arboré. Louis XV vient y souper avec Mme de Pompadour. Le maréchal la conserve jusqu'en 1765.
Sous le Directoire, la Folie-Richelieu devient la propriété d'une Merveilleuse réputée, Fortunée Hamelin, belle et spirituelle créole, déesse de la valse, dont les banquiers Ouvrad et Perrégaux sont les plus fervents adorateurs.
De 1810 à 1812[réf. nécessaire], elle abrite le parc d'attraction du Tivoli, chassé de la Folie-Boutin. Elle passe ensuite de mains en mains. La rue Moncey est percée en 1842, à la limite nord de ses dépendances. L'église de la Sainte-Trinité y est édifiée en 1851 pour être déplacée en 1861 quelques centaines de mètres plus bas. Un hall de loisirs est ensuite installé avec, entre autres, un skating (grande patinoire pour patins à roulettes). En 1880, une partie de l'établissement est aménagée en salle de spectacles : le Palace-Théâtre. La patinoire, dont l'accès se fait désormais par la rue Blanche, est à son tour démolie pour faire place au Nouveau-Théâtre, futur théâtre de Paris.
Le Palace-Théâtre devient quant à lui le Casino de Paris. Le music-hall de l'Apollo est construit au no 20.

#### La Folie-Bouxière
Cette folie est construite au 88, rue de Clichy vers 1760 pour le fermier général de la Bouxière. Véritable Petit Trianon, avec ses jardins, son parc, ses charmilles, il devint en 1826 le Nouveau-Tivoli, troisième du nom. Parc d'attractions, on y pratique notamment le tir aux pigeons, importé d'Angleterre en 1831. En dix ans, on en tua plus de 300 000.
Il disparaît en 1842 en raison du percement de la rue Ballu, la rue Moncey, la rue de Bruxelles, la rue de Calais, la rue de Vintimille, la rue de Douai, la place Adolphe-Max et du square Hector-Berlioz,,.

## Bâtiments remarquables et lieux de mémoire

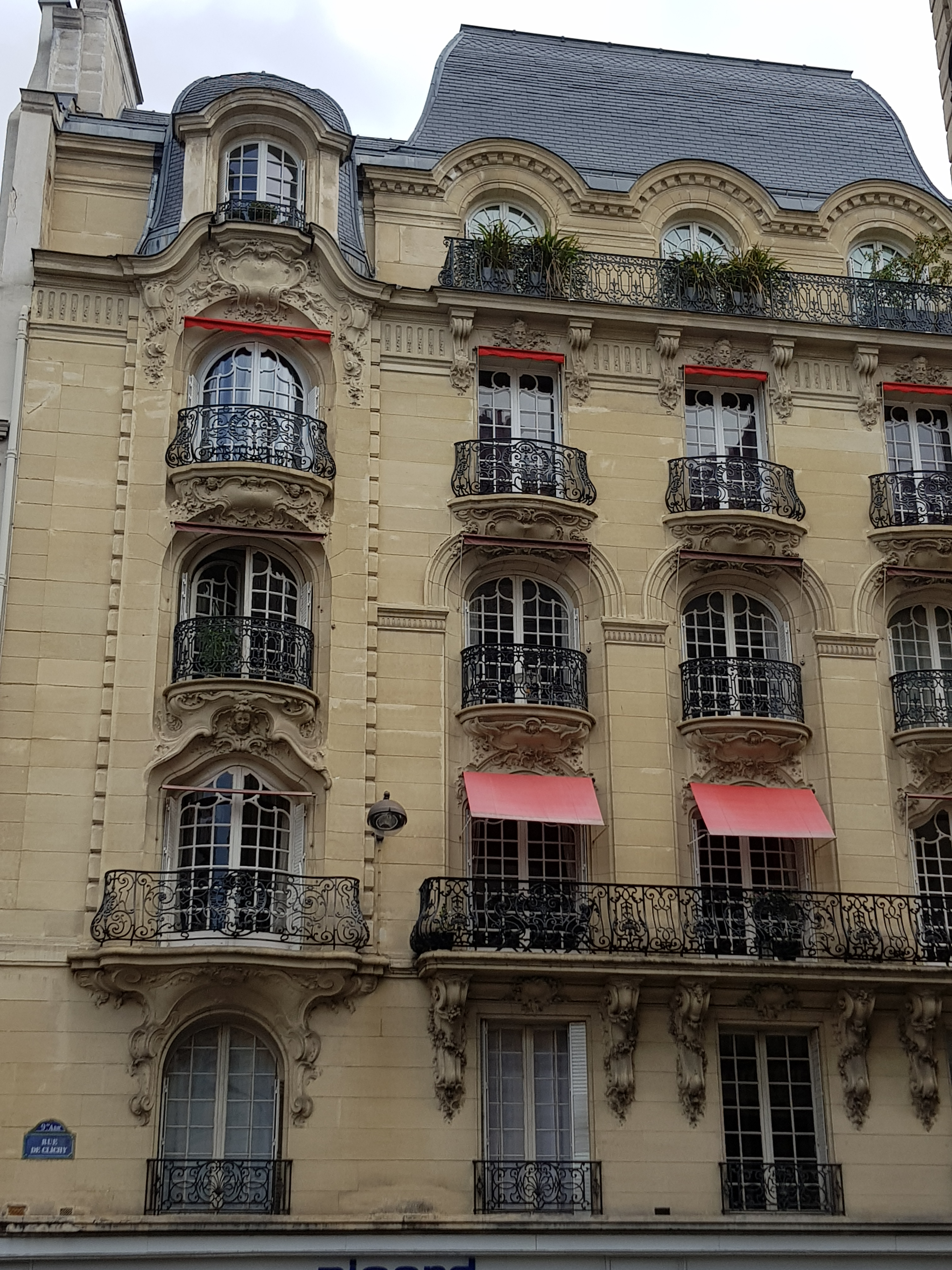
Nos 26-28.

- No 6 : emplacement de la caserne des Gardes françaises qui y existait encore en 1855 en tant que caserne d'infanterie.
- No 10  : hôtel de Wendel. La famille de Wendel, richissimes maîtres de forges devenus encore plus fortunés au XIXe siècle, s’était fait construire un somptueux hôtel particulier rue de Clichy en 1864 par l’architecte Maurice Sidoine Storez, doté de 36 pièces, dans le style Louis XVI. Racheté par la ville de Paris, il a fait l’objet d’une restructuration complète en 2010-2011 afin d’accueillir une école élémentaire de onze classes. En 1883, alors que l'Alsace-Moselle, dont est originaire la famille De Wendel, est annexée à l'Empire allemand, la nécessité se pose de reconstruire l'église de la ville d'Hayange, ancien fief de la famille. Afin d'exprimer la francophilie de la population, la famille De Wendel, qui finance la construction, demande à l'architecte de s'inspirer de leur église paroissiale, l'église de la Sainte-Trinité de Paris[réf. nécessaire].
- No 12 : ancien emplacement de l'hôtel de Gaspard-Louis Rouillé d'Orfeuil ; loué à Quentin Craufurd ; détruit en 1831 et remplacé par la Prison pour dettes de Clichy[10].
- Nos 16-18 : premier emplacement de l'église de la Trinité. En 1892, une patinoire de 720 m² y est installée, baptisée Le Pôle Nord[11],[12]. Le site accueille ensuite le Casino de Paris.
- No 20 : music-hall  de l'Apollo (aujourd'hui disparu).
- No 21 : Victor Hugo habita au quatrième étage quatre années durant, de 1874 jusqu'au 10 novembre 1878 (il s'installe alors avenue d'Eylau)[13]. Il y écrivit son roman Quatrevingt-treize. L'immeuble, qui comporte quatre étages avec des mansardes, est à l'angle de la rue d'Athènes et de la rue de Clichy. Construit au XIXe siècle, cet édifice sobre, sans balcon, possède une belle porte cochère.
- No 37 : les peintres Jeanne et Maurice Eliot y vécurent de 1900 à 1937[réf. nécessaire].
- No 39 : l'anarchiste Ravachol fit en partie sauter cette maison le 27 mars 1892[réf. nécessaire].
- No 40 : La Grande Comédie.
- No 47 : maison du Protestantisme.
- No 49 bis : Ernest Feydeau (1821-1873), père de Georges Feydeau, y habita[réf. nécessaire].
- No 51 : dans les années 1900, siège du consulat général du Honduras[14] et de celui du Nicaragua[15].
- No 54 : emplacement de la maison où l’anglais Crawford remisa, pendant trois mois, la berline utilisée pour la fuite de Varennes de la famille royale[16].
- No 54-68 : emplacement de la prison de Clichy, dite « prison de la Dette »[17], qui succéda à la prison Sainte-Pélagie en 1834. Paul Gavarni y résida de 1835 à 1836[18].
- No 55 : le théâtre de l'Œuvre s'y installe en 1892.
- No 62 : dans les années 1830, le jeune Félix Tournachon (1820-1910) dit plus tard Nadar est pensionnaire à cette adresse chez monsieur Augeron[19]. Domicile du journaliste républicain, polémiste et romancier Édouard Ducret (1854-1900), impliqué dans l'affaire Norton en 1893. Il y mourut le 13 avril 1900.
- No  70 : domicile en 1889 du peintre et poète breton Albert Clouard (1866-1952)[réf. nécessaire].
- No 84 : ancien « Établissement Duval » (1901), racheté et transformé en académie de billard Clichy-Montmartre en 1947. Depuis 2018, le lieu est exploité par une entreprise commerciale sous la dénomination Club Montmartre comme établissement de jeux à vocation de jeux d'argent réglementés. L'ancien décor, jusqu'alors conservé dans son état d'origine, a subi une mise au goût du jour : il est désormais recouvert d'une couche de bleu « Ritz » et or[20].
- No  88 : emplacement de la Folie-Bouxière, puis du troisième Tivoli[21].